# Trisection du carré
La trisection du carré consiste à découper un carré en plusieurs morceaux de manière à reconstituer par assemblage des pièces obtenues, trois carrés de surfaces identiques.

Fig.1. Une trisection du carré due à Henry Perigal (1891)

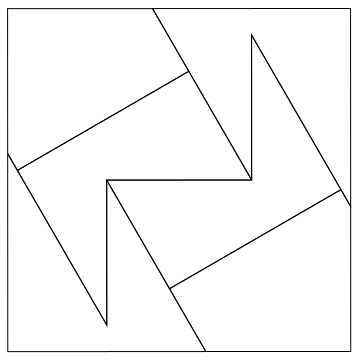
Fig. 2. Trisection du carré en 6 pièces de même surface par Christian Blanvillain (2010).

## Historique du problème
La dissection du carré en trois partitions congruentes est un problème de géométrie qui remonte à l'âge d'or de la civilisation islamique et du monde arabo-musulman. Les artisans qui maîtrisaient l'art du zellige avaient besoin de techniques novatrices pour réaliser leurs fabuleuses mosaïques aux figures géométriques complexes. Ainsi, la première solution à ce problème fut proposée au Xe siècle par le mathématicien perse Abu'l-Wafa' (940-998) dans son traité Sur l'indispensable aux artisans en fait de construction. Abu'l-Wafa' utilisa également sa dissection pour illustrer le théorème de Pythagore. Cette démonstration géométrique du théorème de Pythagore sera redécouverte dans les années 1835-1840 par Henry Perigal et publiée en 1875.

## Recherche d'optimalité
La beauté d'une dissection dépend de plusieurs paramètres. Il est cependant d'usage de rechercher les solutions comportant le minimum de pièces. Loin d'être minimale, la trisection du carré proposée par Abu'l-Wafa' utilise 9 morceaux. Au XIVe siècle, Abu Bakr al-Khalil propose deux solutions dont une en 8 morceaux. Vers la fin du XVIIe, Jacques Ozanam se repenche sur le problème et au XIXe siècle des solutions en 8 et 7 morceaux sont proposées, dont une par le mathématicien Édouard Lucas. C'est en 1891 que Henry Perigal publie la première solution connue en 6 pièces seulement (voir Fig. 1). De nos jours, de nouvelles dissections continuent d'être découvertes (voir Fig. 2) et la conjecture que 6 est le nombre minimal de pièces n'est toujours pas démontrée.